# Lomanis
Lomanis is een bestuurslaag in het regentschap Cilacap van de provincie Midden-Java, Indonesië. Lomanis telt 4869 inwoners (volkstelling 2010).